# Léo Coelho
Leonardo Henriques Coelho, mais conhecido como Léo Coelho (Rio de Janeiro, 17 de maio de 1993), é um futebolista brasileiro que atua como zagueiro. Atualmente, joga pelo Amazonas.

## Carreira
Natural do Rio de Janeiro, Léo Coelho iniciou sua formação nas categorias de base do Nacional-SP. Estreou profissionalmente em 30 de abril de 2011, como titular, na derrota por 3–1 contra o Jabaquara, pelo Campeonato Paulista Segunda Divisão.
Posteriormente, foi emprestado ao Grêmio Barueri, Penapolense e Paraná, onde disputou partidas pela Série B. Em janeiro de 2016, transferiu-se em definitivo para o Rio Claro, onde atuou em cinco partidas.
No dia 18 de maio de 2016, foi emprestado ao Santos, onde atuou inicialmente pela equipe B, na disputa da Copa Paulista. Retornou ao Penapolense por empréstimo em fevereiro de 2017.
Em dezembro de 2022, foi anunciado como reforço do Peñarol, assinando contrato por três anos.
Em 14 de agosto de 2025, foi anunciado pelo Amazonas para a disputa do restante do Campeonato Brasileiro Série B.

## Títulos

### Nacional
- Campeonato Uruguaio: 2022[9]

### Peñarol
- Campeonato Uruguaio: 2024[9]